# 河間駅
河間駅（がまえき）は、岐阜県大垣市河間町にあった、近畿日本鉄道養老線（現・養老鉄道養老線）の鉄道駅（廃駅）である。

## 概要
揖斐川電気工業河間工場（現・イビデン河間事業場）専用の貨物駅であり、工場内への側線もあった。駅廃止後もイビデン河間事業場の塀に側線の名残はあったが、2022年（令和4年）頃の河間事業場再開発により消滅した。
ちなみに、養老鉄道（初代）の計画では、河間駅付近から不破郡赤坂町への支線を敷設する計画が予定されていたが、実現には至らなかった。

## 歴史
- 1920年（大正9年）6月1日：養老鉄道（初代）の貨物駅として開業[1]。揖斐川電化（現・イビデン）への専用線が設置される[3][4]。
- 1922年（大正11年）6月13日：揖斐川電気への合併により同社の駅となる[5]。
- 1924年（大正13年）：駅に隣接して電気興業所大垣工場[6]が開設され、同工場への専用線が設置される。
- 1928年（昭和3年）4月6日：揖斐川電気の鉄道事業分離により養老電気鉄道の駅となる[5]。
- 1929年（昭和4年）10月1日：伊勢電気鉄道への合併により同社の駅となる[5]。
- 1936年（昭和11年）5月20日：伊勢電気鉄道の養老線分離により養老電鉄の駅となる[5]。
- 1940年（昭和15年）8月1日：参宮急行電鉄への合併により同社の駅となる[5]。
- 1941年（昭和16年）3月15日：大阪電気軌道への合併及び社名変更により関西急行鉄道の駅となる[5]。
- 1944年（昭和19年）6月1日：関西急行鉄道と南海鉄道の合併による社名変更で近畿日本鉄道の駅となる。
- 1974年（昭和49年）7月1日：廃止[1][7]。

## 隣の駅
近畿日本鉄道
■養老線
北大垣駅 - 河間駅 - 東赤坂駅